# Нові Маклауші
Нові Маклауші (рос. Новые Маклауши) — село в Майнському районі Ульяновської області Російської Федерації.
Населення становить 419 осіб. Входить до складу муніципального утворення Старомаклаушинське сільське поселення.

## Історія
Від 2004 року входить до складу муніципального утворення Старомаклаушинське сільське поселення.

## Населення
| 2010 |
| ---- |
| 419  |